# Nationalversammlung (Nicaragua)
Die Nationalversammlung von Nicaragua (span.: Asamblea Nacional) ist das Parlament in Nicaragua.
Seit dem Inkrafttreten der Verfassung von 1987 hat Nicaragua ein Einkammersystem. 92 Abgeordnete werden durch Parteienlisten in das Parlament nach dem Verhältniswahlrecht für fünf Jahre gewählt. Vor 1987 hatte es ein Zweikammersystem.
Sitzverteilung nach den letzten Wahlen vom 6. November 2011:
| Partei                                                                              | Stimmen   | %     | Sitze |
| ----------------------------------------------------------------------------------- | --------- | ----- | ----- |
| Frente Sandinista de Liberación Nacional (Sandinistische Nationale Befreiungsfront) | 1.583.199 | 63,01 | 63    |
| Partido Liberal Independiente (Unabhängige Liberale Partei)                         | 822.023   | 32,72 | 27    |
| Partido Liberal Constitucionalista (Konstitutionalistische Liberale Partei)         | 167.639   | 6,67  | 2     |
| Alianza Liberal Nicaragüense (Nicaraguanische Liberale Allianz)                     | 19.658    | 0,78  | –     |
| Alianza por la República (Allianz für die Republik)                                 | 9.317     | 0,37  | –     |